# Percy Colque
Percy Colque Paredes (ur. 23 października 1976 w La Paz) – boliwijski piłkarz występujący na pozycji obrońcy.

## Kariera klubowa
Colque pochodzi z miasta La Paz i jest wychowankiem tamtejszego zespołu The Strongest. W Liga de Fútbol Profesional Boliviano zadebiutował jako dziewiętnastolatek, jednak nie wywalczył sobie miejsca w wyjściowym składzie i kilka miesięcy później odszedł do drugoligowego Deportivo Municipal. W 1998 roku reprezentował barwy Chaco Petrolero, również z drugiej ligi boliwijskiej. W 1999 roku powrócił do najwyższej klasy rozgrywkowej, podpisując umowę z CD San José, a jego dobre występy zaowocowały powrotem do swojego macierzystego klubu, The Strongest. Tym razem spędził w nim półtora roku w roli podstawowego piłkarza, jednak nie potrafił zająć wyższego niż trzecie miejsca w lidze boliwijskiej.
Latem 2001 Colque przeszedł do meksykańskiej ekipy Tigres UANL z siedzibą w mieście Monterrey. W tamtejszej Primera División zadebiutował 29 września w wygranym 1:0 meczu z Leónem. Na koniec rozgrywek Invierno 2001 zdobył z Tigres wicemistrzostwo Meksyku, jednak jego wkład w ten sukces był niewielki – rozegrał zaledwie trzy mecze, pozostając głębokim rezerwowym zespołu. W 2002 roku powrócił do ojczyzny, gdzie podpisał kontrakt z Club Bolívar, został podstawowym graczem klubu i jeszcze w tym samym sezonie osiągnął z nim pierwszy w karierze tytuł mistrzowski. W sezonie Apertura 2003 zanotował z Bolívarem wicemistrzostwo, natomiast rok później, podczas rozgrywek Apertura 2004, wywalczył kolejne mistrzostwo Boliwii. Po raz trzeci tytuł mistrza osiągnął w sezonie Adecuación 2005, za to w rozgrywkach Apertura 2005 ponownie został wicemistrzem kraju. Kilkakrotnie brał również udział w Copa Libertadores i Copa Sudamericana, jednak w tych turniejach Bolívar nie potrafił osiągnąć większego sukcesu.
Wiosną 2006 Colque wyjechał do Albanii, zostając piłkarzem stołecznego KF Tirana. W tym klubie spędził sześć miesięcy, zdobywając wicemistrzostwo kraju i wygrywając rozgrywki Pucharu Albanii w sezonie 2005/2006, lecz mimo to nie występował regularnie w wyjściowej jedenastce. W późniejszym czasie po raz kolejny wrócił do Boliwii, tym razem do Realu Potosí i w sezonie Apertura 2007 wywalczył z nim pierwszy tytuł mistrzowski w historii klubu. W 2009 roku po raz trzeci w karierze podpisał kontrakt z The Strongest, z którym wziął udział w kilku turniejach międzynarodowych. Karierę piłkarską zakończył w wieku 35 lat.

## Kariera reprezentacyjna
W seniorskiej reprezentacji Boliwii Colque zadebiutował za kadencji selekcjonera Carlosa Aragonésa, w 2001 roku. Wówczas także został powołany na turniej Copa América, gdzie rozegrał jeden mecz, a jego kadra odpadła w fazie grupowej. Ogółem swój bilans reprezentacyjny zamknął na dwóch strzelonych bramkach w czternastu spotkaniach.